# HC Kometa Brno
HC Kometa Brno (voluit Hockey Club Kometa Brno) is een Tsjechische ijshockeyclub uit Brno uitkomend in de Extraliga, het hoogste niveau van het land. De thuiswedstrijden worden gespeeld in het Hala Rondo, welke plaats biedt aan 7770 toeschouwers. HC Kometa Brno is in 1953 opgericht als TJ Rudá hvězda Brno (Rode Ster Brno).

## Naamswijzigingen
- 1953 – TJ Rudá hvězda Brno (Tělovýchovná jednota Rudá hvězda Brno)
- 1962 – TJ ZKL Brno (Tělovýchovná jednota Závody kuličkových ložisek Brno)
- 1976 – TJ Zetor Brno (Tělovýchovná jednota Zetor Brno)
- 1990 – HC Zetor Brno (Hockey Club Zetor Brno)
- 1992 – HC Královopolská Brno (Hockey Club Královopolská Brno)
- 1994 – HC Kometa Brno (Hockey Club Kometa Brno)
- 1995 – HC Kometa Brno BVV (Hockey Club Kometa Brno Brněnské veletrhy a výstavy)
- 1996 – HC Kometa Brno (Hockey Club Kometa Brno)
- 1998 – HC Kometa Brno, a.s. (Hockey Club Kometa Brno, akciová společnost)
- 1999 – HC Kometa Brno, hokejový klub Brno, o.s. (Hockey Club Kometa Brno, hokejový klub Brno, občanské sdružení)
- 2002 – HC Kometa/Vyškov (Hockey Club Kometa/Vyškov)
- 2003 – HC Kometa Group, a.s. Brno (Hockey Club Kometa Group, akciová společnost Brno)
- 2005 – HC Kometa Brno (Hockey Club Kometa Brno)
- 2006 – fusie met HC Ytong Brno → naam ongewijzigd

## Erelijst
| Nationaal tot 1993                      |     |                                                                                                   |
| Kampioen Československá hokejová liga   | 11× | 1954/55, 1955/56, 1956/57, 1957/58, 1959/60, 1960/61, 1961/62, 1962/63, 1963/64, 1964/65, 1965/66 |
| Nationaal vanaf 1993                    |     |                                                                                                   |
| Kampioen Extraliga (ijshockey Tsjechië) | 2×  | 2016/17, 2017/18                                                                                  |